# Laon
Laon és un municipi francès, capital del departament de l'Aisne i a la regió dels Alts de França. En 1814 Napoleó Bonaparte va ser derrotat en la batalla de Laon. L'any 1999 tenia 26.265 habitants.

## Fills il·lustres
- Nicolas Lebègue (1631-1702) fou un organista i clavecinista.
- Pierre Méchain (1704-1804) fou un astrònom i matemàtic.